# انجمن بین‌المللی سینمافیل
انجمن بین‌المللی سینمافیل (انگلیسی: International Cinephile Society)، یک سازمان آنلاین از منتقدان حرفه ای نقد فیلم و روزنامه نگاران در سراسر جهان است. در سال ۲۰۰۳ تأسیس شد و تا فوریه ۲۰۲۴ تقریباً ۱۷۰ عضو دارد - از جمله مایک دی آنجلو، جاستین چنگ (لس آنجلس تایمز) و استفانی زاکارک (تایم)